# Gergei
Gergei est une commune italienne de la province du Sud-Sardaigne, dans la région Sardaigne.

## Administration
| Période                                  | Période  | Identité      | Étiquette | Qualité |
| ---------------------------------------- | -------- | ------------- | --------- | ------- |
| 2011                                     | En cours | Rossano Zedda | SE        |         |
| Les données manquantes sont à compléter. |          |               |           |         |

### Communes limitrophes
Barumini, Escolca, Gesturi, Isili, Mandas, Serri

### Évolution démographique
Habitants recensés